# Fräsning

Principskiss av fräsning.

Fräsning är en i industrin vanligt förekommande skärande bearbetningsmetod. Den går ut på att det stationära arbetsstycket bearbetas av ett rörligt, roterande skär. Fräsning används för bearbetning av både trä, plast och metall. För arbete i metall samt trä används såväl fräsar med utbytbara hårdmetallskär som verktyg i snabbstål och hårdmetall. Verktyget som används under fräsning sätts fast i en så kallad spindel. Det är denna som gör att verktyget sitter fast och roterar. 